# PRM1
PRM1 (англ. Protamine 1) – білок протаміну, який кодується однойменним геном, розташованим у людей на 16-й хромосомі. Довжина поліпептидного ланцюга білка становить 51 амінокислот, а молекулярна маса — 6 823.
| 10         |  | 20         |  | 30         |  | 40         |  | 50         |
| ---------- |  | ---------- |  | ---------- |  | ---------- |  | ---------- |
| MARYRCCRSQ |  | SRSRYYRQRQ |  | RSRRRRRRSC |  | QTRRRAMRCC |  | RPRYRPRCRR |
| H          |  |            |  |            |  |            |  |            |

A: Аланін

C: Цистеїн

H: Гістидин

M: Метіонін

P: Пролін

Q: Глутамін

R: Аргінін

S: Серин

T: Треонін

Кодований геном білок за функціями належить до білків розвитку, фосфопротеїнів. 
Задіяний у таких біологічних процесах, як диференціація клітин, сперматогенез, конденсація ДНК. 
Білок має сайт для зв'язування з ДНК. 
Локалізований у ядрі, хромосомах.